# Manfredi Rizza
Manfredi Rizza (Pavia, 26 de abril de 1991) é um canoísta italiano, medalhista olímpico.

## Carreira
Rizza conquistou a medalha de prata nos Jogos Olímpicos de Verão de 2020 em Tóquio na prova de K-1 200 m masculino com o tempo de 35.080 segundos.